# Arota rosaura
Arota rosaura är en insektsart som beskrevs av Karsch 1891. Arota rosaura ingår i släktet Arota och familjen vårtbitare. Inga underarter finns listade i Catalogue of Life.